# Política monetària
La política monetària és una política econòmica que usa la quantitat de diners com variable de control per a assegurar i mantenir l'estabilitat econòmica. Per a això, les autoritats monetàries usen mecanismes com la variació del tipus d'interès, i participen en el mercat de diners.
Quan s'aplica per a augmentar la quantitat de diners, se li diu política monetària expansiva, i quan s'aplica per a reduir-la, política monetària restrictiva.

## Objectius finals de la política monetària
- Estabilitat del valor dels diners
- Plena ocupació. (major nivell d'ocupació possible)
- Evitar desequilibris permanents en la balança de pagaments

## Mecanismes
El banc central pot influir sobre la quantitat de diners i sobre la taxa d'interès, a través de:
- Variació del tipus d'interès
- Variació del coeficient de caixa
- Operacions de Mercat Obert

L'elecció del mecanisme intermedi a utilitzar depèn de la seua facilitat de maneig, de la quantitat d'informació respecte disponible sobre cada mesura, i de l'objectiu final que es vol aconseguir. Un bon candidat és la taxa d'interès, ja que es coneix en l'acte, mentre que determinar la quantitat de diners duu alguns dies.
A continuació s'explica cadascun d'aquests mètodes de control de la quantitat de diners.

### Variació del tipus d'interès
El tipus o taxa d'interès indica quant cal pagar pels diners que ens presta cert banc.
Per això, si el tipus d'interès és molt alt, no tots els inversors podran permetre-se'l, i no demanaran molts préstecs. Els diners es quedarà en el banc.
En canvi, una baixada dels tipus d'interès incentiva la inversió i l'activitat econòmica, ja que els empresaris disposaran fàcilment de diners per a invertir-lo en els seus projectes.
Per tant, els canvis en la taxa d'interès estan relacionats directament amb la quantitat de diners que circula en el mercat.
Cal no oblidar que existeixen altres processos -diferents de la política monetària- que també alteren la taxa d'interès, ja siga per un procés inflacionari, o per l'auge o la recessió de l'activitat econòmica, dificultant d'aquesta manera el paper de la taxa d'interès com variable objectiu de la política monetària.

### Variació del coeficient de caixa
El coeficient de caixa (o punta bancària o coeficient legal de reserves) indica quin percentatge dels dipòsits bancaris ha de mantenir-se en reserves líquides, o siga, guardat sense poder usar-lo per a deixar-lo prestat. Es fa per a evitar riscos.
Si el banc central decideix reduir aquest coeficient als bancs (guardar menys diners en el banc i prestar més), això augmenta la quantitat de diners en circulació, ja que es poden concedir encara més préstecs.
Si el coeficient augmenta, el banc es reserva més diners, i no pot concedir tants préstecs. La quantitat de diners baixa.
D'aquesta forma, el banc pot aportar o llevar diners del mercat.

### Operacions de mercat obert
Amb aquest nom es coneix les operacions que realitza el banc central de títols de deute públic en el mercat obert.
El deute públic són títols emesos per l'Estat, i poden ser lletres, bons i obligacions.
Si el banc central posa de cop a la venda molts títols de la seua cartera i els ciutadans o els bancs els compren, el banc central rep diners de la gent i, per tant, el públic disposa de menys diners. D'aquesta forma es redueix la quantitat de diners en circulació.
En canvi, si el banc central decideix comprar títols, està injectant diners en el mercat, ja que la gent disposarà de diners que abans no existia.

## Tipus de política monetària
Pot ser expansiva o restrictiva:
- Política monetària expansiva: quan l'objectiu és posar més diners en circulació.
- Política monetària restrictiva: quan l'objectiu és llevar diners del mercat.

### Política monetària expansiva
Quan en el mercat hi ha pocs diners en circulació, es pot aplicar una política monetària expansiva per a augmentar la quantitat de diners.
Aquesta consistiria a usar algun dels següents mecanismes:
- Reduir la taxa d'interès, per a fer més atractius els préstecs bancaris.
- Reduir el coeficient de caixa (punta bancària), per a poder prestar més diners.
- Comprar deute públic, per a aportar diners al mercat.

Llegenda:

r taxa d'interès, OM oferta monetària, E taxa d'equilibri, DM demanda de diner.
Segons els monetaristes, el banc central pot augmentar la inversió i el consum si aplica aquesta política i baixa la taxa d'interès. En la gràfica es veu com, en baixar el tipus d'interès (de r1 a r₂), es passa a una situació en la qual l'oferta monetària és major (OM1).

### Política monetària Restrictiva
Quan en el mercat hi ha molt diners en circulació, interessa reduir la quantitat de diners, i per això es pot aplicar una política monetària restrictiva.
Consisteix en el contrari que l'expansiva:
- Augmentar la taxa d'interès, perquè demanar un préstec siga més car.
- Augmentar el coeficient de caixa (punta bancària), per a deixar més diners en el banc i menys en circulació.
- Vendre deute públic, per a llevar diners del mercat canviant-lo per títols.

Llegenda:

r taxa d'interés, OM oferta monetària, E Tassa d'equilibri, DM demanda de diner.
De OM0 se pot passar a la situació OM1 pujant el tipus d'interès.
La corba de demanda de diners té aqueixa forma perquè a taxes d'interès molt altes, la demanda serà baixa (propera a l'eix d'ordenades, el vertical), però amb taxes baixes es demanarà més (més a la dreta)

## Mecanismes de transmissió de la política monetària
El mecanisme de transmissió monetària, pel qual les variacions de l'oferta monetària es tradueixen en variacions de la producció, l'ocupació, els preus i la inflació. El procés concret, en el qual el banc central decideix frenar l'economia per a frenar la inflació, el procés s'executaria a través dels següents passos:
- Per a iniciar-lo, el banc central presa amidades destinades a reduir les reserves bancàries, el banc central redueix les reserves bancàries, per exemple venent títols de l'Estat en el mercat obert. Aquesta operació altera el balanç consolidat del sistema bancari provocant una reducció de les reserves bancàries totals.

- Cada reducció de les reserves bancàries en un euro origina una contracció múltiple dels dipòsits a la vista, reduint així l'oferta monetària. Com l'oferta monetària és igual a l'efectiu més els dipòsits a la vista, la disminució d'aquests últims redueix l'oferta monetària.

- La reducció de l'oferta monetària tendeix a elevar els tipus d'interès i a endurir les condicions creditícies. Si no varia la demanda de diners, una reducció de l'oferta monetària eleva els tipus d'interès. Per altra banda, disminueix el volum de crèdit i els préstecs que disposa el públic. Pugen els tipus d'interès per als quals sol·liciten crèdits hipotecaris per a adquirir habitatges i per a les empreses que desitgen ampliar les seues factories, comprar nova maquinària o augmentar les existències. La pujada dels tipus d'interès també redueix el valor dels actius financers del públic, reduint el preu dels bons, accions, del sòl i de l'habitatge.

- La pujada dels tipus d'interès i la disminució de la riquesa, tendeix a reduir la despesa sensible als tipus d'interès, especialment la inversió. La pujada dels tipus d'interès, unida a l'enduriment de les condicions creditícies i a la reducció de la riquesa, tendeix a disminuir els incentius per a realitzar inversions i per a consumir. Tant les empreses com les famílies redueixen els seus plans d'inversió i els consumidors decideixen comprar un habitatge més menut o reformar la qual tenen quan la pujada dels tipus d'interès de les hipoteques fa que les quotes mensuals siguen elevades en relació amb la seua renda mensual i en una economia cada vegada més oberta al comerç internacional, la pujada dels tipus d'interès pot elevar el tipus de canvi de la moneda i reduir les exportacions netes. Per tant, l'enduriment de la política monetària eleva els tipus d'interès i redueix la despesa en els components de la demanda agregada que són sensibles als tipus d'interès.
- Finalment, la pressió de l'enduriment de la política monetària, al reduir la demanda agregada, redueix la renda, la producció, l'ocupació i la inflació. En l'anàlisi de l'oferta i la demanda agregades mostren que un descens de la inversió i d'altres despeses autònomes podia reduir considerablement la producció i l'ocupació. D'altra banda, al disminuir aquests més del que ocorreria en cas contrari, els preus tendeixen a pujar menys de pressa o fins i tot baixen. Retrocedeixen les forces inflacionistes. Si el diagnòstic del Banc central sobre la situació inflacionista és encertat, la disminució de la producció i l'augment de l'atur atenuaran les forces inflacionistes.[1]

## El paper de la política monetària en el llarg termini
En els apartats anteriors, s'ha exposat la forma que la política monetària afecta, a curt termini, a les diferents variables d'una economia, en el qual una variació dels tipus d'interès induïda per les autoritats monetàries d'un país, repercuteixen en l'evolució de diferents variables econòmiques, com la producció i els preus. No obstant això, a llarg termini, existeix un ampli consens entre les diferents doctrines econòmiques, sobre la denominada neutralitat a llarg termini dels diners, puix que un canvi en la quantitat dels diners en circulació en l'economia d'un país, mantenint-se constant les altres variables, repercutirà directament en una variació del nivell general de preus, puix que suposa una modificació de la unitat de compte, sense que afecte a les variables reals, és a dir, sense que afecte a la producció real o a l'atur. A llarg termini les variables de caràcter real de l'economia com poden ser la renda real dels ciutadans o el nivell d'atur estan determinats, fonamentalment, per factors reals del costat de l'oferta, com poden ser la tecnologia o el creixement demogràfic. D'aquesta manera les actuacions de les autoritats monetàries no poden influir en el creixement econòmic a llarg termini